# مسابقه سرود بهاره دانشگاه کالیفرنیا

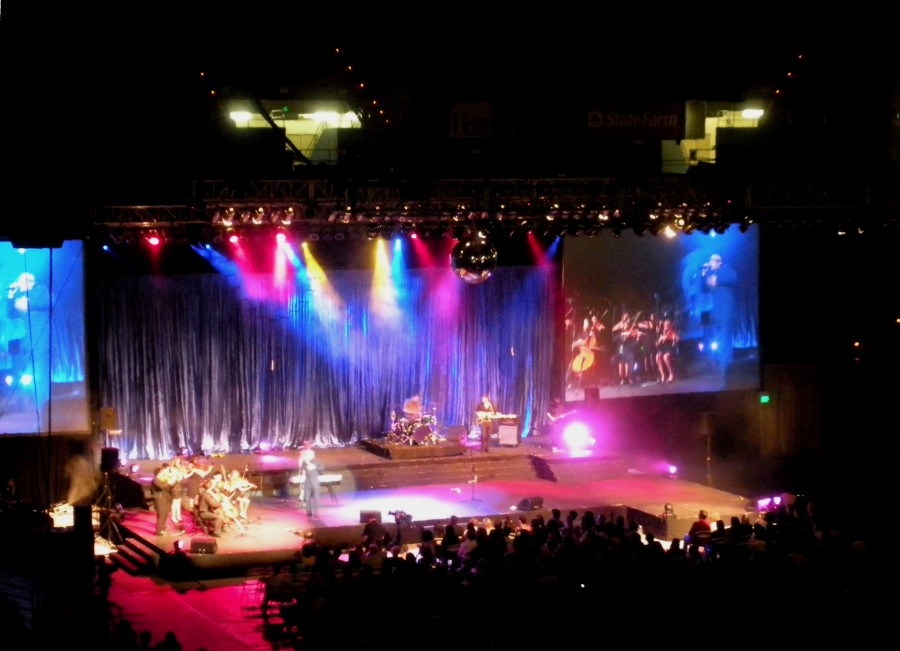
مسابقه سرود بهاره

مسابقه سرود بهاره (به انگلیسی: Spring Sing) بزرگترین و قدیمی‌ترین مراسم موسیقی در دانشگاه کالیفرنیا در شهر لوس آنجلس است. یک مسابقه موسیقی که در ماه می‌در مرکز تنیس این دانشگاه برگزار می‌شود. این رقابت باعث جمع شدن دانشجویان می‌شود و آن‌ها به صورت تک نفره، دو نفره، دسته موسیقی و گروه موسیقی در مقابل تماشاگران که جمعیتشان گاه به ۷۰۰۰ نفر می‌رسد، حاضر می‌شوند. حاضرین شامل دانشجویان، فارغ التحصیلان، هیئت علمی و اساتید، کارمندان و چهره‌های سرشناس می‌شوند.